# Iwakuni
Iwakuni (japanska: 岩国市?, Iwakuni-shi) är en stad i prefekturen Yamaguchi på den sydvästra kusten av ön Honshu i Japan. Iwakuni fick stadsrättigheter 1 april 1940. Staden utökades den 20 mars 2006 genom att inkludera ytterligare sju kommuner som låg i distriktet Kuga. En av stadens sevärdheter är Kintaibron med dess fem valv över Nishikifloden. Bron är byggd helt i trä, utan spikar.

## Kommunikationer
Shin-Iwakuni station, ca 9 km från stadens centrum, ligger på Sanyō Shinkansen-linjen som ger förbindelse med höghastighetståg till Hakata (Fukuoka) och Shin-Osaka (Osaka).

## Galleri

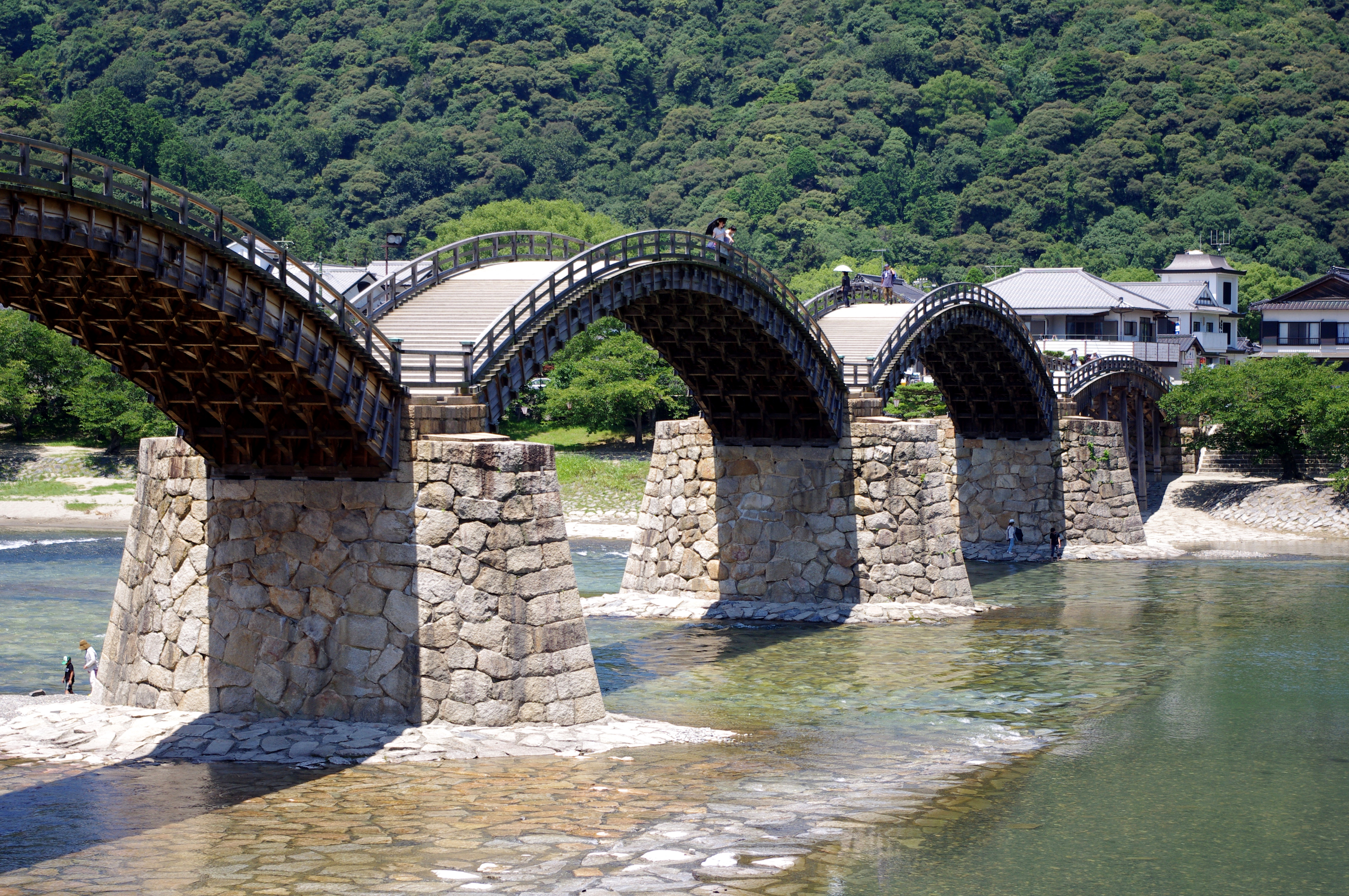
Kintaibron
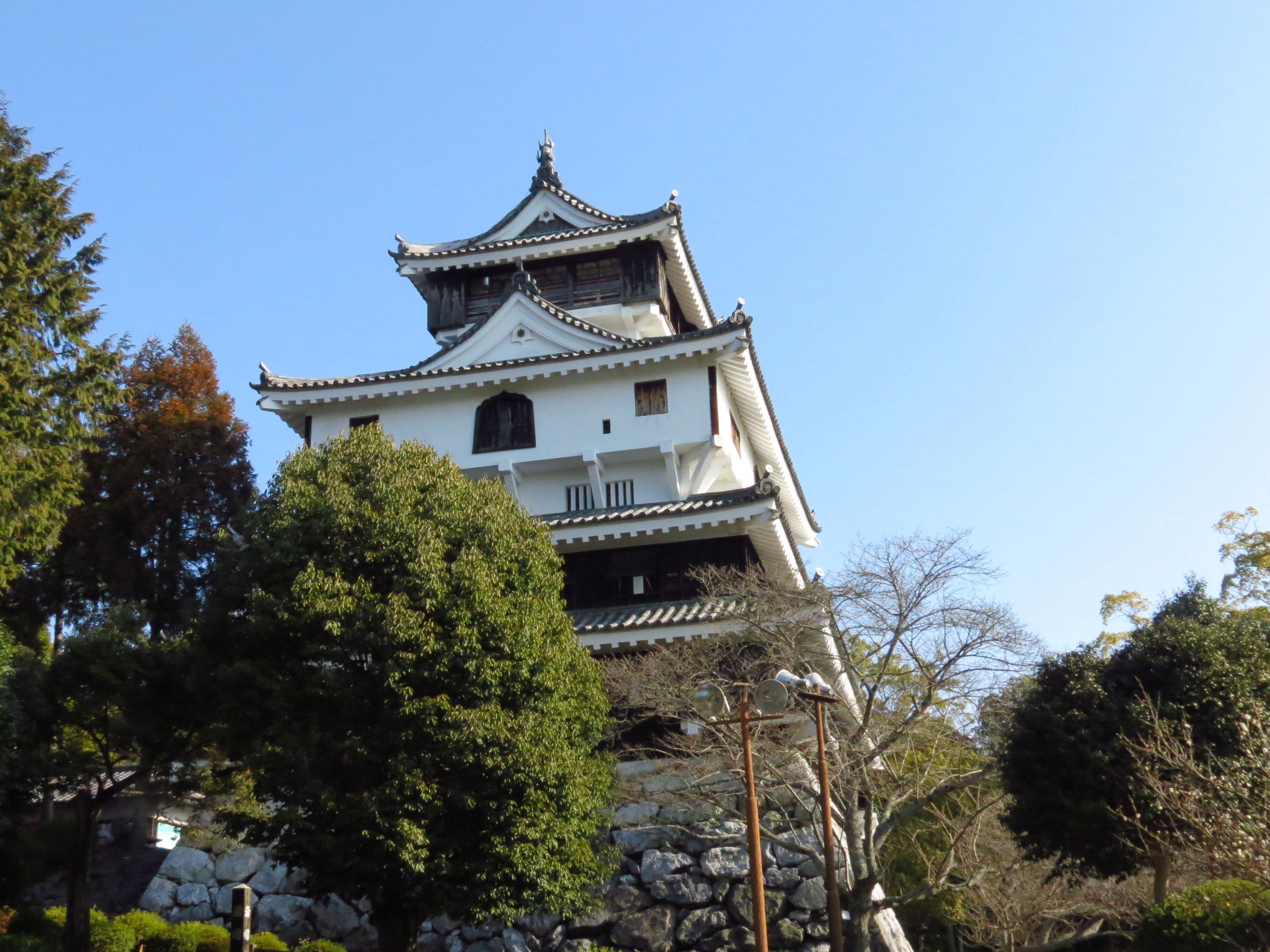
Iwakuni slott
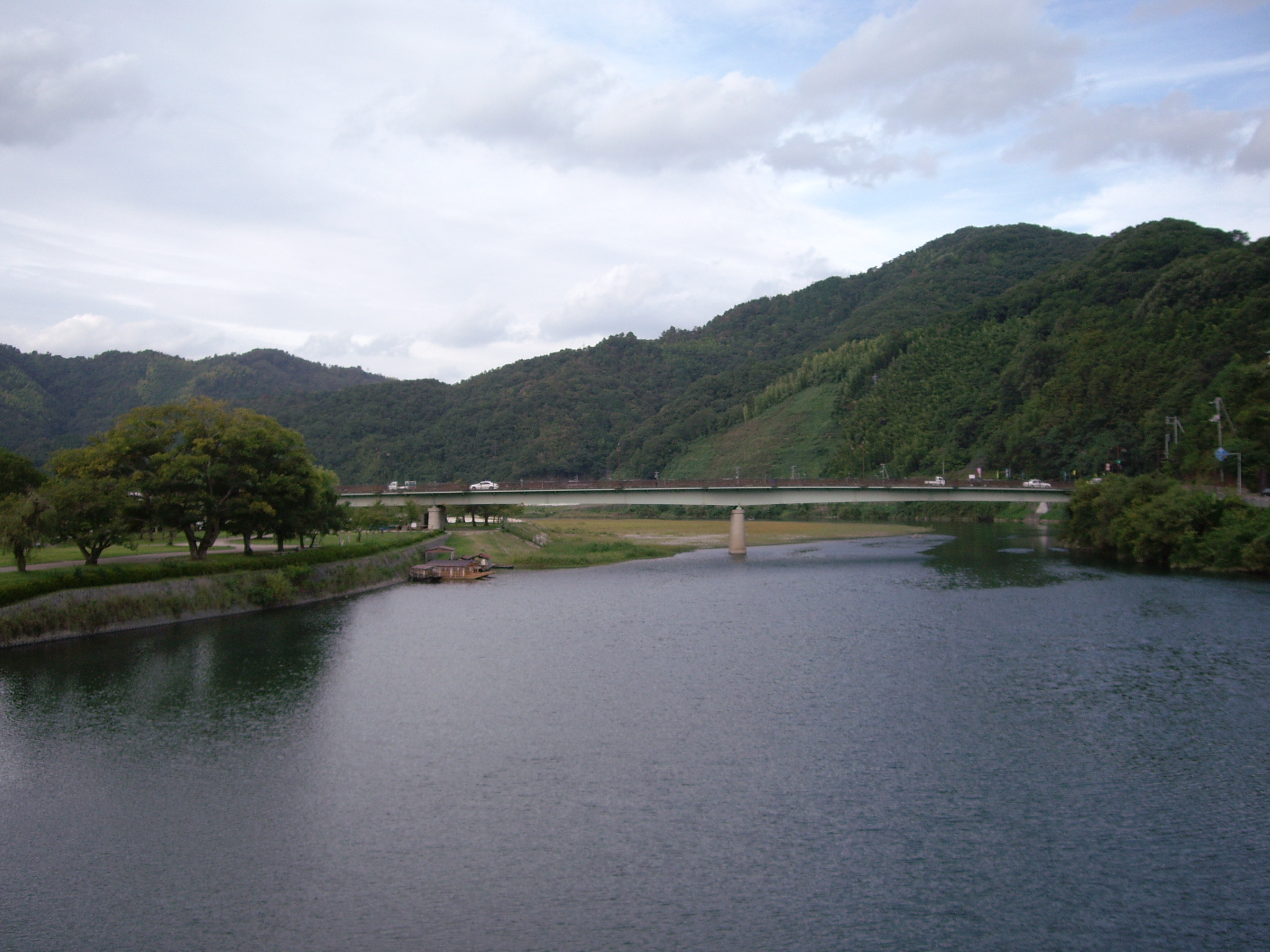
Nishikifloden